# Eruption (skladba)
"Eruption" je kytarová instrumentální skladba skupiny Van Halen, vydaná roku 1978 na jejich eponymním albu. Autorem a interpretem kytarového partu je Eddie Van Halen. Jeho kytarové sólo je považováno za jedno z nejvýznamnějších v hudební historii, objevuje se ve více seznamech výběrů kytarových sól včetně aktuálního žebříčku časopisu Guitar World.
Po krátkém intru zahraném na bicí od Eddieho bratra Alexe a doprovodem na basu od Michaela Anthonyho následuje kytarové sólo, které je palbou hudebních stupnic, změnou škál a výbuchů kytarových akordů, využitím tremola (tzv. dive bomb).
Vrcholovou fází sóla je vytvoření rychlého arpeggia využitím techniky ťukání prsty obou rukou po strunách na hmatníku elektrické kytary (tzv. tapping). Charakteristický zvuk nahrávky je dosažen využitím filtrace signálu zvuku ze snímačů Gibson skrz fázer v zesilovači Marshall, Univox echo boxem na páskový Echoplex (efekt ozvěny) a zpětné vazby vytvořené ve studiovém mixážním pultu. Sólo začíná tónem As, po němž se otočí celá škála někdy těžce definovatelných sekcí hudebních stupnic končících tónem E, potom následuje coververze skladby "You Really Got Me" od The Kinks.
Skladba "Eruption", respektive dílko, které by mohlo mít tento název existovalo na koncertních vystoupeních skupiny už od roku 1976. Tato verze byla zahraná i na prvním albu skupiny ale bez tappingu. Naproti tomu, že efekt tappingu objevili kytaristé i předtím než vznikla tato skladba (mezi prvními byl Steve Hackett z Genesis, ale v první polovině 70. let ho využíval i Frank Zappa, Brian May z Queen, či Ace Frehley z Kiss), "Eruption" zpopularizovala využívaní tohoto způsobu hry na elektrickou kytaru rockovými muzikanty v následujících letech. V některém z interview se Eddie Van Halen vyjádřil, že tuto techniku převzal po tom, co v roce 1971 viděl tímto způsobem hrát na koncertě Led Zeppelin kytarové sólo Jimmy Page ve skladbě "Heartbreaker", ale Van Halenovy poznámky o zdrojích, ze kterých pobral inspiraci pro tapping, se postupně v různých rozhovorech měnily.
Za akustickou verzi "Eruption" je považováno instrumentální sólo hrané na nylonových strunách akustické kytary ve skladbě "Spanish Fly", která vyšla na albu Van Halen II v roku 1979.
V březnu 2005 časopis Q magazine dal "Eruption" na 29. místo svého seznamu 100 nejlepších kytarových skladeb.